# كليفورد هيلدرث
كليفورد هيلدرث (بالإنجليزية: Clifford Hildreth)‏ هو اقتصادي أمريكي، ولد في 8 ديسمبر 1917 في ماكفرسون في الولايات المتحدة، وتوفي في 15 أغسطس 1995 في يوجين في الولايات المتحدة.